# Maria Clara Vasconcellos
Maria Clara Carvalho de Vasconcellos (Lisboa, 29 de maio de 1997) é uma modelo portuguesa  internacional  conhecida pelo seu nome artístico de Maria Clara. É caracterizada pela sua versatilidade em frente à câmara e está agenciada pela L'Agence em Portugal. É a manequim portuguesa com o maior número de participações nos desfiles das fashion weeks internacionais até à data. 

## Carreira
Maria Clara é a vencedora da primeira edição do concurso L'Agence Go Top Model, organizado pela L'Agence Lisboa, em 2013. 
Após vencer o concurso ficou agenciada pela Next Model Management em Londres, Paris, Milão e Nova Iorque e aí começou a sua carreira internacional.
Em 2016 tornou-se na primeira portuguesa a desfilar para a marca de luxo italiana Gucci. 
Também em 2016, e com apenas 18 anos, participou nas mais importantes semanas da moda de alta-costura e pronto-a-vestir de Nova-Iorque, Londres, Milão e Paris.  
Representou e trabalhou com a Christian Dior, Dolce & Gabbana, Valentino, Armani, Coach New York, Lacoste, Gucci, Desigual, Dries van Noten, Rochas, Kenzo, Courrèges, Christopher Kane, Emilio Pucci, Diesel, Proenza Schouler, Vera Wang, ...  
Em 2017 vence o prémio de Melhor Modelo Feminino na categoria de Moda da XXII Gala dos Globos de Ouro em Portugal.  
No seu curriculo conta com participações em diversas edições da ModaLisboa e do Portugal Fashion. Fotografou para as mais prestigiadas revistas de moda como por exemplo Vogue Itália, Elle Japão, Vogue Rússia, Vogue Ucrânia, Vogue China, Vogue Japão, Teen Vogue, Harrods Magazine, Harper's Bazaar, Madame Figaro Japão, SPUR, L'Officiel Singapore, El País, Revista Máxima, TAP Air Portugal Up Magazine e Vogue Portugal.  
Em 2018 foi escolhida para protagonizar a campanha da ONLY China a nível mundial. Anteriormente tinha sido a cara da Bershka, Zara online, Bimba Y Lola, Adeam, Wadha, estilistas portugueses tais como: Diogo Miranda, Luís Buchinho, Alexandra Moura, Luís Carvalho, entre outros. 
Em 2019 foi a cara da campanha do telemóvel P30 Pro da Huawei em Itália e representou uma exibição fotográfica da a marca italiana Annakiki em parceria com a Vogue Itália. 

## Prémios e Menções
- L'Agence Go Top Model 2013 - concorrente e vencedora
- Revelação do Ano, Globos de Ouro de 2016 - nomeada
- Melhor Modelo Feminino, Globos de Ouro de 2016 - nomeada
- Jurada do concurso "Blogs do Ano" de 2016 na categoria de Moda e Beleza [16]
- Modelo Revelação, GQ Portugal Men Of The Year Awards de 2016 - vencedora
- Melhor Modelo Feminino, Globos de Ouro de 2017 - vencedora